# Max Richter
Max Richter (22 de marzo de 1966, Hamelín, Alemania) es un productor, pianista y compositor británico, nacido en Alemania, de música contemporánea y minimalista, conocido por su vasta producción. Compone y graba su propia música; escribe para teatro, ópera, ballet y cine; produce y colabora en la grabación y presentación de otros artistas. Ha grabado siete álbumes en solitario y su música se usa ampliamente en el cine.

## Trayectoria
Nacido en Alemania y criado en Reino Unido, Max Richter cursó estudios de composición y piano en la Universidad de Edimburgo, en la Real Academia de Música, y, más tarde, con el compositor Luciano Berio, en Florencia.[cita requerida]
Cuando completó sus estudios, cofundó Piano Circus, un iconoclasta conjunto de música clásica en el que interpretó durante diez años composiciones de músicos como Arvo Pärt, Brian Eno, Philip Glass, Julia Wolfe y Steve Reich.[cita requerida]
A finales de la década de 1990, trabajó con algunos artistas de música electrónica, entre los que destaca el conjunto Future Sound of London, en el álbum Dead Cities. Más tarde, colaboró con ellos durante un periodo de dos años, y contribuyó también en los álbumes The Isness y The Peppermint Tree and Seeds of Superconsciousness. Asimismo, con Roni Size, ganador del Premio Mercury, en su obra In the Mode.[cita requerida]
En junio del 2002, lanzó su primer álbum en solitario: Memoryhouse, grabado con la Orquesta Filarmónica de la BBC, que sería seguido, en marzo del 2003, por The Blue Notebooks, publicado con lecturas de Tilda Swinton en el sello discográfico FatCat.[cita requerida]
En el 2005, produjo el aclamado álbum de retorno a la escena musical actual de Vashti Bunyan: Lookaftering.[cita requerida]
En el 2006, vio la luz el álbum Songs from Before, basado en los textos de Haruki Murakami, leídos por Robert Wyatt. El mismo año, Richter comenzó a trabajar en From the Art of Mirrors, banda sonora para las películas inéditas en Super-8 de Derek Jarman.[cita requerida]
Sus trabajos más recientes experimentan con las nociones de la música clásica y sus límites. 24 Postcards in Full Colour, lanzado en agosto del 2008, es un trabajo experimental en el que compone 24 tonos para teléfono.[cita requerida]
Ha trabajado ampliamente para bandas sonoras, instalaciones y teatros; más recientemente, en su álbum Infra, con el coreógrafo Wayne MacGregor y Julian Opie para el Ballet Real de Londres.[cita requerida]
En el 2008, fue nombrado Compositor Europeo del Año, por sus partituras para Vals con Bashir, película de animación de Ari Folman por la que también fue propuesto como candidato al Premio de Francia de la Música.[cita requerida]
Los últimos años ha colaborado en bandas sonoras para películas europeas y estadounidenses, como My Trip to Al Qaeda (de Alex Gibney), Womb (dirigida por Benedek Fliegauf) y Last Word (de David McKenzie). Ha actuado también en el Hebbel-Theater de Berlín, en la Union Chapel de Londres y en el Festival de Burgos (España).[cita requerida]
Colaboró en la banda sonora de la serie The Leftovers, en la que cada tema se asocia con un personaje, momento o sentimiento clave en la trama y en la que incluye variaciones de su tema Vladimir's Blues, del álbum The Blue Notebooks
Como música de fondo para la pasarela de la colección otoño/invierno 2010 de la casa Nina Ricci, se usó Organun y The Haunted Ocean, que le dieron un toque misterioso y gótico.[cita requerida]

## Obras

### Memoryhouse(2002)
Considerado un "trabajo fundamental de la música clásica contemporánea", el debut en solitario de Max Richter, Memoryhouse, un álbum experimental de "música documental" grabado con la Orquesta Filarmónica de la BBC, explora historias reales e imaginarias. Varias de las pistas, como "Sarajevo", "November", "Arbenita" y "Last Days", tratan sobre las secuelas del conflicto de Kosovo, mientras que otras son de recuerdos de la infancia (por ejemplo, "Laika's Journey"). La música combina sonidos ambientales, voces (incluida la de John Cage) y lecturas de poesía de la obra de Marina Tsvetaeva. BBC Music describió el álbum como "una obra maestra en composición neoclásica". Memoryhouse fue interpretado por primera vez en vivo por Richter en el Barbican Center el 24 de enero de 2014 para coincidir con un relanzamiento en vinilo del álbum.

### The Blue Notebooks(2004)
Elegida por The Guardian como una de las mejores obras clásicas del siglo, The Blue Notebooks, estrenada en 2004, presentaba a la actriz Tilda Swinton leyendo The Blue Octavo Notebooks de Kafka y la obra de Czesław Miłosz. Richter ha declarado que The Blue Notebooks es un álbum de protesta sobre la guerra de Irak, así como una meditación sobre su propia infancia atribulada. Pitchfork describió el álbum como "No sólo uno de los mejores discos de los últimos seis meses, sino uno de los discos clásicos contemporáneos más conmovedores y universales en la memoria reciente". Para conmemorar el décimo aniversario de su lanzamiento, Richter creó un comentario pista por pista para la revista en línea Drowned in Sound, en el que describió el álbum como una serie de sueños interconectados y una exploración del abismo entre la experiencia vivida y la imaginación. La segunda pista, "On the Nature of Daylight", se utiliza tanto en la secuencia inicial como en la final de la película de ciencia ficción Arrival, de Denis Villeneuve, en la banda sonora de Shutter Island de Martin Scorsese y en el episodio 3º de la primera temporada de la serie de televisión The Last of Us, dirigido por Peter Hoar. 

### Songs from Before(2006)
En 2006, lanzó su tercer álbum en solitario, Songs from Before, que presenta a Robert Wyatt leyendo textos de Haruki Murakami.

### SleepyFrom Sleep(2015)
En 2015, Richter lanzó su proyecto más ambicioso hasta la fecha, Sleep, una experiencia auditiva de 8.5 horas destinada a adaptarse a un descanso nocturno completo. El álbum en sí contiene 31 composiciones, la mayoría de las cuales alcanzan los 20-30 minutos de duración, todas basadas en variaciones de 4-5 temas. La música es tranquila, lenta, melosa y compuesta para piano, violonchelo, dos violas, dos violines, órgano, voz de soprano, sintetizadores y electrónica. Las cuerdas son interpretadas por el American Contemporary Music Ensemble (Ben Russell, Yuki Numata Resnik, Caleb Burhans, Clarice Jensen y Brian Snow), las voces son de Grace Davidson, y el piano, los sintetizadores y la electrónica son interpretados por el propio Richter.
Richter también lanzó una versión de 1 hora del proyecto, From Sleep, que contiene aproximadamente una versión abreviada de cada "tema" de Sleep (de ahí su título), y se supone que actúa como una experiencia auditiva más corta para el proyecto Sleep.
Richter ha descrito Sleep como una canción de cuna de ocho horas de duración. Fue lanzado en CD y vinilo. La obra estuvo fuertemente influenciada por las obras sinfónicas de Gustav Mahler.
Toda la composición fue interpretada el 27 de septiembre de 2015, desde la medianoche hasta las 8:00 a. m. como el punto culminante del fin de semana "Ciencia y música" en BBC Radio 3. La actuación rompió varios récords, incluida la transmisión en vivo más larga de una sola composición musical en la historia de la cadena.
Sleep fue elegido por Jarvis Cocker para ser el álbum del año de BBC6 en 2015 y por la revista Pitchfork como uno de los 50 mejores álbumes ambientales de todos los tiempos.
La versión larga de Sleep ha sido interpretado en vivo por Richter en el Concertgebouw (Grote Zaal) Amsterdam; la Ópera de Sídney; en Berlín (como parte del Festival Maerz Musik de Berliner Festspiele), en Madrid ( como parte de los Veranos de la Villa) y en Londres (en el Barbican). En noviembre de 2017, Sleep se interpretó en la Filarmónica de París.
Sleep se realizó para su primera presentación al aire libre y la representación más grande hasta la fecha en Los Ángeles, del 27 al 28 de julio y del 28 al 29 de julio de 2018. La presentación tuvo lugar en Grand Park, frente a Los Angeles Music Center. Cada actuación tenía 560 camas y estaba cronometrada para que el movimiento final, "Sueño 0 (hasta el amanecer)" ocurriera al amanecer. Richter tocó con miembros del American Contemporary Music Ensemble.
En septiembre de 2018 se interpretó en la catedral de Amberes para una audiencia de 400 personas que recibieron camas para pasar la noche. En agosto de 2019 se realizó en Helsinki, como parte del Festival de Helsinki, en la zona de tiendas, con la mitad de la audiencia en tiendas para dos personas.
"Pienso en ello como una pieza de música de protesta", ha dicho Richter. “Es música de protesta contra esta forma de vida tan industrializada, intensa y mecanizada de la actualidad. Es un trabajo político en ese sentido. Es una llamada a las armas para detener lo que estamos haciendo".

### Three Worlds: Music from Woolf Works(2017)
Three Worlds: Music From Woolf Works es el octavo álbum de Max Richter, lanzado en enero de 2017. La música está extraída de la partitura que Richter compuso para el ballet Woolf Works en colaboración con el coreógrafo Wayne McGregor en la Royal Opera House de Londres, que sigue una serie de tres partes que ofrece evocaciones de tres libros de Virginia Woolf ( La señora Dalloway , Orlando y Las olas ). El álbum presenta sonido clásico y electrónico, así como una grabación de voz original de la propia Woolf. 

### Voices(2020)
El proyecto Voices de Richter , una colaboración con la artista visual Yulia Mahr ,  está inspirado en la Declaración Universal de Derechos Humanos y presenta una orquesta "al revés", un concepto que desarrolló para reflejar su consternación por la política de la posverdad en el siglo XXI. El álbum contiene lecturas de la declaración de Eleanor Roosevelt y la actriz Kiki Layne , con otras 70 lecturas de todo el mundo. Los vídeos musicales adjuntos de Yulia Mahr  trataban de las propias experiencias migratorias de la artista. El vídeo 'Mercy'  ganó un premio BAFTA.  La pieza de apertura del álbum fue interpretada por Yo-Yo Ma en su concierto "A New Equilibrium"  en honor al 75º aniversario de la creación de la ONU. 

### Exiles(2021)
El 6 de agosto de 2021 se lanzó el nuevo álbum Exiles . El álbum fue grabado en 2019, en Tallin , capital de Estonia , con la colaboración del director Kristjan Järvi y la Filarmónica del Mar Báltico.  The Exiles también incluye versiones ampliadas de trabajos publicados anteriormente como "The Haunted Ocean", "Infra 5", "Flowers Of Herself", "On The Nature Of Daylight" y "Sunlight".  Max Richter describe el álbum Exile como un trabajo serio debido a la temática, que tiene una textura emocional. 

## Discografía por cuenta propia
| Título                                                | Información |
| ----------------------------------------------------- | --- |
| Memoryhouse                                           | - Lanzamiento: 2002 - Sello(s): Late Junction, 130701, FatCat Records - Formatos: 2xLP, CD, Digital                                 |
| The Blue Notebooks                                    | - Lanzamiento: 2004, 2018 (re-release) - Sello(s): 130701, Deutsche Grammophon - Formatos: LP, CD, Digital                          |
| Songs from Before                                     | - Lanzamiento: 2006 - Sello(s): 130701, Deutsche Grammophon - Formatos: LP, CD, Digital                                             |
| 24 Postcards in Full Colour                           | - Lanzamiento: 2008 - Sello(s): 130701 - Formatos: LP, CD                                                                           |
| Infra                                                 | - Lanzamiento: 2010 - Sello(s): 130701, FatCat Records, p*dis, Deutsche Grammophon - Formatos: LP, CD, Digital                      |
| Recomposed by Max Richter: Vivaldi – The Four Seasons | - Lanzamiento: 2012 - Sello(s): Deutsche Grammophon - Formatos: LP, CD, Digital                                                     |
| Sleep                                                 | - Lanzamiento: 2015 - Sello(s): Deutsche Grammophon - Formatos: 2xLP, CD, Digital                                                   |
| Three Worlds: Music from Woolf Works                  | - Lanzamiento: 2017 - Sello(s): Deutsche Grammophon - Formatos: 2xLP, CD, Digital                                                   |
| Voices                                                | - Lanzamiento: 2020 - Sello(s): Decca - Formatos: 2xLP, CD, Digital                                                                 |
| Voices                                                | - Lanzamiento: 2020 - Sello(s): Decca Records - Formatos: 2×LP, 2×CD, digital                                                       |
| Voices 2                                              | - Lanzamiento: 2021 - Sello(s): Decca Records - Formatos: LP, CD, digital                                                           |
| Exiles                                                | - Lanzamiento: 2021 - Sello(s): Deutsche Grammophon - Formatos: 2×LP, CD, digital - con la Baltic Sea Philharmonic y Kristjan Järvi |

## Filmografía
| Film                                                    | Año          | Director                                              | Notas |  |
| ------------------------------------------------------- | ------------ | ----------------------------------------------------- | --- |  |
| Gender Trouble                                          | 2003         | Roz Mortimer                                          | Corto |  |
| Geheime Geschichten                                     | 2003         | Christine Wiegand                                     | |  |
| Soundproof                                              | 2006         | Edmund Coulthard                                      | |  |
| Work                                                    | 2006         | Jim Hosking                                           | |  |
| Butterfly                                               | 2007         | Tracey Gardiner                                       | Corto |  |
| Nadzieja                                                | 2007         | Stanislaw Mucha                                       | |  |
| Frankie Howerd: Rather You Than Me                      | 2008         | John Alexander                                        | |  |
| Henry May Long                                          | 2008         | Randy Sharp                                           | Disponible en digital                                                                                        |  |
| Vals con Bashir (Vals Im Bashir)                        | 2008         | Ari Folman                                            | |  |
| Lost and Found                                          | 2008         | Philip Hunt                                           | |  |
| Penelope (Penelopa)                                     | 2009         | Ben Ferris                                            | |  |
| La vie sauvage des animaux domestiques (Die wilde Farm) | 2009         | Dominique Garing & Frédéric Goupil                    | |  |
| La prima linea                                          | 2009         | Renato De Maria                                       | |  |
| My Words, My Lies – My Love (Lila, Lila)                | 2009         | Alain Gsponer                                         | |  |
| When We Leave (Die Fremde)                              | 2010         | Feo Aladağ                                            | Con Stéphane Moucha.                                                                                         |  |
| My Trip to Al-Qaeda                                     | 2010         | Alex Gibney                                           | |  |
| Womb                                                    | 2010         | Benedek Fliegauf                                      | |  |
| Sarah's Key (Elle s'appelait Sarah)                     | 2010         | Gilles Paquet-Brenner                                 | |  |
| The Gift                                                | 2010         | Andrew Griffin                                        | Con Hildur Guðnadóttir y Keith Kenniff (Goldmund)                                                            |  |
| How to Die in Oregon                                    | 2010         | Peter D. Richardson                                   | |  |
| Perfect Sense                                           | 2011         | David Mackenzie                                       | |  |
| Impardonnables                                          | 2011         | André Téchiné                                         | |  |
| Nach der Stille                                         | 2011         | Stephanie Bürger, Jule Ott & Manal Abdallah           | Con Sven Kaiser                                                                                              |  |
| Edwin Boyd: Citizen Gangster                            | 2011         | Nathan Morlando                                       | |  |
| Jiro Dreams of Sushi                                    | 2011         | David Gelb                                            | Con Jiro Ono                                                                                                 |  |
| La piedra de la paciencia                               | 2012         | Atiq Rahimi                                           | |  |
| Spanien                                                 | 2012         | Anja Salomonowitz                                     | |  |
| Lore                                                    | 2012         | Cate Shortland                                        | |  |
| Wadjda                                                  | 2012         | Haifaa Al-Mansour                                     | |  |
| Disconnect                                              | 2012         | Henry-Alex Rubin                                      | |  |
| The Nun                                                 | 2013         | Guillaume Nicloux                                     | |  |
| The Congress                                            | 2013         | Ari Folman                                            | |  |
| The Lunchbox                                            | 2013         | Ritesh Batra                                          | |  |
| The Last Days on Mars                                   | 2013         | Ruairí Robinson                                       | |  |
| The Mark of the Angels – Miserere                       | 2013         | Sylvain White                                         | |  |
| Prison Terminal: The Last Days of Private Jack Hall     | 2013         | Edgar Barens                                          | |  |
| The Green Prince                                        | 2014         | Nadav Schirman                                        | |  |
| 96 hours                                                | 2014         | Frédéric Schoendoerffer                               | |  |
| Escobar: Paradise Lost                                  | 2014         | Andrea Di Stefano                                     | |  |
| Testament of Youth                                      | 2014         | James Kent                                            | |  |
| The Leftovers (serie de televisión)                     | 2014         | Damon Lindelof, Tom Perrotta (productores ejecutivos) | |  |
| Into the Forest                                         | 2015         | Patricia Rozema                                       | |  |
| Morgan                                                  | 2016         | Luke Scott                                            | |  |
| Black Mirror (serie de televisión)                      | 2016         | Joe Wright                                            | Episodio "Nosedive".                                                                                         |  |
| Arrival                                                 | 2016         | Denis Villeneuve                                      | "On the Nature of Daylight" es el tema principal. La banda sonora es de Jóhann Jóhannsson.                   |  |
| Miss Sloane                                             | 2016         | John Madden                                           | |  |
| Taboo (serie de televisión)                             | 2017         | Kristoffer Nyholm, Anders Engström                    | |  |
| Return to Montauk                                       | 2017         | Volker Schlöndorff                                    | |  |
| El sentido de un final                                  | 2017         | Ritesh Batra                                          | |  |
| One Last Time, I Promise (corto)                        | 2017         | Amir Emadian                                          | |  |
| Guerrilla (serie de televisión)                         | 2017         | John Ridley, Sam Miller                               | |  |
| Hostiles                                                | 2017         | Scott Cooper                                          | |  |
| White Boy Rick                                          | 2018         | Yann Demange                                          | |  |
| Never Look Away                                         | 2018         | Florian Henckel von Donnersmarck                      | Banda sonora lanzada el 5 de octubre de 2018.                                                                |  |
| Mary Queen of Scots                                     | 2018         | Josie Rourke                                          | |  |
| La amiga estupenda                                      | 2018–present | Saverio Costanzo                                      | Serie TV. Banda sonora lanzada el 7 de diciembre de 2018 (temporada 1), y 1 de mayo de 2020 (temporada 2).   |  |
| Ad Astra                                                | 2019         | James Gray                                            | |  |
| The Last of Us                                          | 2023         | Peter Hoar                                            | Serie de televisión. Temporada 1, Episodio 3: "Long, long time", aparece el tema "On the Nature of Daylight" |  |